# مشاركة كوريا الشمالية في الحرب الروسية الأوكرانية
منذ 2022، دعمت كوريا الشمالية روسيا في الحرب الروسية الأوكرانية، واعترفت بجمهورية دونيتسك الشعبية وجمهورية لوجانسك الشعبية. وفي يونيو 2024، وقعت كوريا الشمالية وروسيا على اتفاقية تعاون استراتيجي تضمنت تقديم الدعم في حال تعرض أحد الطرفين لعدوان. أرسلت كوريا الشمالية الذخائر والسلاح إلى روسيا؛ وفي خريف 2024، أرسلت أفرادًا عسكريين قُدروا بالآلاف إلى روسيا لمساعدتها في العمل العسكري ضد أوكرانيا، وارتدى الجنود الكوريون الشماليون الزي العسكري الروسي وعملوا تحت قيادة روسية. لم تؤكد روسيا أو السلطات الكورية الشمالية مشاركة جنود كوريين شماليين في القتال الدائر، حتى فبراير 2025.
تشير تقييمات الاستخبارات إلى أن السلطات الكورية الشمالية تلقت الوقود والغذاء والوصول إلى معدات عسكرية متقدمة في مقابل الدعم العسكري الذي قدمته للجانب الروسي.

## القتال في كورسك
في نهاية أكتوبر 2024، أكد مارك روته، الأمين العام لحلف الناتو، لأول مرة وجود قوات كورية شمالية في روسيا وأنها تعمل في منطقة كورسك التي توغلت فيها أوكرانيا منذ أغسطس من العام نفسه.
في نهاية ديسمبر 2024، نقلت وكالة الأنباء الكورية الجنوبية يونهاب خبر وفاة أول عسكري كوري شمالي وقع في أسر القوات الأوكرانية.
في يناير 2025، أسرت القوات الأوكرانية جنديين كوريين شماليين في منطقة كورسك، ونُقلا إلى كييف، وجرى استجوابهما عبر مترجمين كوريين بالتعاون مع جهاز الاستخبارات الوطنية الجنوبي. عرض الرئيس الأوكراني فولديمير زيلينسكي تسليم الأسرى الكورييين الشماليين إلى كوريا الشمالية في مقابل أسرى الحرب الأوكرانيين لدى روسيا.
أشارت خدمة الاستخبارات الوطنية الكورية الجنوبية في فبراير 2025 إلى أن الجنود الكوريين الشماليين على ما يبدو لم يشاركوا منذ منتصف يناير في أية أعمال قتالية في منطقة كورسك التي تحتل أوكرانيا أجزاء منها؛ ويُحتمل أن السبب في ذلك يرجع إلى تكبد القوات الكورية الشمالية خسائر كبيرة، وهو ما أكده متحدث باسم القوات الخاصة الأوكرانية. إلا أن الرئيس الأوكراني زيلنسكي أعلن بعد أيام عن أن روسيا نشرت مرة أخرى جنودًا كوريين شماليين إلى جانب قواتها في منطقة كورسك.
جاء أول اعتراف روسي بمشاركة الجنود الكوريين الشماليين في الأعمال القتالية في نهاية أبريل 2025، إذ أشاد رئيس أركان القوات المسلحة الروسية فاليري جيراسيموف بشجاعة وحرفية الجنود والضباط الكوريين الشماليين، خلال اجتماع مع فلاديمير بوتين. بعدها أكدت السلطات الكورية الشمالية أول مرة مشاركة قواتها في القتال في كورسك، وأعلن الزعيم كيم چونج أون إقامة نصب تذكاري لتخليد إنجازات الجنود الكوريين الشماليين.
أعلن سيرجي شويجو، أمين سر مجلس الأمن الروسي، في يونيو 2025، أن كوريا الشمالية سترسل فرقة بنائين ولواءين عسكريين من 5000 فرد للمساهمة في جهود إعادة بناء كورسك، بالإضافة إلى 1000 فرد لمكافحة الألغام.

## تسليم السلاح
أرسلت كوريا الشمالية أنواعًا عديدة من السلاح والذخائر لإمداد الجيش الروسي خلال الحرب. وذكر رئيس الاستخبارات العسكرية الأوكرانية في أواخر يناير 2025 أن السلطات الكورية الشمالية أمرت بإرسال ما لا يقل عن 120 مدفعًا ذاتي الحركة من نوع إم 1989 كوكسان، و120 راجمة صواريخ من نوع إم 1991. في نهاية مايو 2025، صدر تقرير عن فريق مراقبة العقوبات متعددة الأطراف، يشير إلى أن كوريا الشمالية قدمت لروسيا 9 ملايين طلقة مدفعية وذخيرة وما لا يقل عن 100 صاروخ بالستي.
في أبريل 2025، قال الرئيس الأوكراني فولدمير زيلنسكي أن المعلومات الأولية تشير إلى أن الصاروخ الذي استهدف كييف في 24 من الشهر نفسه كان كوريًّا شماليًّا وتضمن ما لا يقل عن 116 مكونًا من دول ثالثة.

## تأهيل الجنود الروس المصابين في كوريا الشمالية
بالإضافة إلى إرسال جنود للقتال في منطقة كورسك التي تحتلها القوات الأوكرانية، فتحت السلطات الكورية الشمالية منتجعاتها ومرافق طبية في كوريا الشمالية لاستقبال جنود روس يخضعون لإعادة التأهيل طبيًّا. وذكر السفير الروسي في كوريا الشمالية ألكسندر ماتسيجورا أن العلاج والرعاية الطبية والطعام قدمتها كوريا الشمالية مجانًا.

## ردود الفعل
- الأمم المتحدة: ذكر بيان للأمين العام أنطونيو جوتيريش، أن إرسال قوات من كوريا الشمالية إلى روسيا للمشاركة في الصراع يمثل تصعيدًا خطيرًا للغاية للحرب، وشدد على ضرورة بذل الجهود لمنع تدويل الصراع.[21]
- ألمانيا: في أكتوبر 2024، استدعت ألمانيا سفير كوريا الشمالية لديها للتعبير عن مخاوفها الجسيمة بشأن التقارير التي تتحدث عن وجود أسلحة وقوات كورية شمالية في روسيا.[22]
- الصين: تعليقًا على التقارير بوجود قوات كورية شمالية في روسيا، ذكر المتحدث باسم الخارجية الصينية أن «كوريا الديمقراطية الشعبية وروسيا دولتان مستقلتان وذات سيادة، وكيفية تطوير العلاقات الثنائية بينهما هو أمر يخصهما. والصين لا تعرف الوضع المحدد للتبادلات الثنائية بينهما».[23]
- كوريا الجنوبية: ذكر الرئيس يون سوك يول، في نوفمبر 2024، أنه لا يستبعد إمكانية إرسال أسلحة إلى أوكرانيا بصورة مباشرة، مضيفًا أن التركيز سيكون على الأسلحة الدفاعية إذا اتخذ القرار بإمداد أوكرانيا بالسلاح.[24]